# Abdoul Aziz Mbaye
Pour les articles homonymes, voir Mbaye.
Abdoul Aziz Mbaye, né le 18 octobre 1954 à Dakar et mort le 3 février 2021, est un diplomate et homme politique franco-sénégalais, ancien directeur de cabinet du président de la République Macky Sall. Lors du remaniement ministériel du 29 octobre 2012, il est nommé ministre de la Culture dans le second gouvernement Mbaye. Il succède ainsi à Youssou Ndour.

## Biographie
Premier subsaharien à intégrer, comme chargé de recherches titulaire, la section Mathématiques et physique de base du Centre national de la recherche scientifique en 1983, il est titulaire d’un doctorat d’État ès Sciences en 1984 à l’Université Paris-Sud Orsay, d’un master en politique internationale de l’Université libre de Bruxelles, d’un master en management public de la Solvay Business School et d’un diplôme de 3e cycle en sciences économiques de l’Université catholique de Louvain.
Diplomate de carrière, il est fonctionnaire scientifique en 1988 à la Commission européenne pour le Programme stratégique européen de recherche et de développement relatif aux technologies de l'information (ESPRIT) puis administrateur principal à la Direction générale de l'industrie. Il est ensuite en 1996 conseiller économique et politique dans la délégation de la Commission européenne en Afrique du Sud. Il a également été ambassadeur de l’Union européenne dans le Pacifique, installé aux îles Fidji.
En 1991, il lance la Biennale des sciences de Dakar (Afristech).
Il préside la fondation de Youssou Ndour, Youth Network For Developpement, et aurait participé à la création de sa holding, la Youssou Ndour Head Office. Celui-ci lui consacre une chanson, Birima. Il serait le frère de Jimmy Mbaye, guitariste du chanteur.
Proche de Macky Sall depuis 2004, celui-ci l'appelle comme directeur de cabinet quand il devient président de la République.
Le 29 octobre 2012, il est nommé ministre de la Culture, succédant à Youssou Ndour dans le gouvernement Mbaye.
Abdoul Aziz Mbaye est également le nom d'un professeur en électronique et spécialiste de markéting politique, membre fondateur de l'APR dont il est secrétaire national chargé de l'Image et des Systèmes d'informations, nommé en avril 2012 conseiller spécial du Président de la République chargé des TIC par Macky Sall.